# رمی بونجاسکی
رمی کِنِت بونجاسکی (به انگلیسی: Remy Kenneth Bonjasky) (متولد ۱۰ ژانویه سال ۱۹۷۶) کیک بوکسر فوق سنگین‌وزن هلندی است که اصلیتی سورینامی دارد.

## زندگی نامه
او قهرمان سه دوره مسابقات جایزه بزرگ کی وان است که توانست در سال‌های ۲۰۰۳، ۲۰۰۴ و ۲۰۰۸ قهرمان این مسابقات شود. شهرت او به خاطر ضربات هوایی پا و حملات زانویش است به همین خاطر هم به او لقب نجیب‌زاده پرنده داده‌اند.

## زندگی ورزشی
بونجاسکی در شهر پاراماریبو در سورینام به دنیا آمد و هنگامی که ۵ ساله بود به تیلبرگ هلند رفت. او در نوجوانی فوتبال بازی می‌کرد اما از وقتی که پایش شکست دیگر فوتبال بازی نکرد. او در نوجوانی فوتبال بازی می‌کرد اما از وقتی که پایش شکست دیگر فوتبال بازی نکرد. وقتی به سن ۱۸ سالگی رسید یک روز دوستش او را به باشگاه مجیرو برد تا ببینند چه کسی بهترین است. بونجاسکی به خاطر علاقه‌ای که به کیک بوکسینگ داشت تصمیم گرفت در آنجا بماند و تمرین کند.

## کیک بوکسینگ

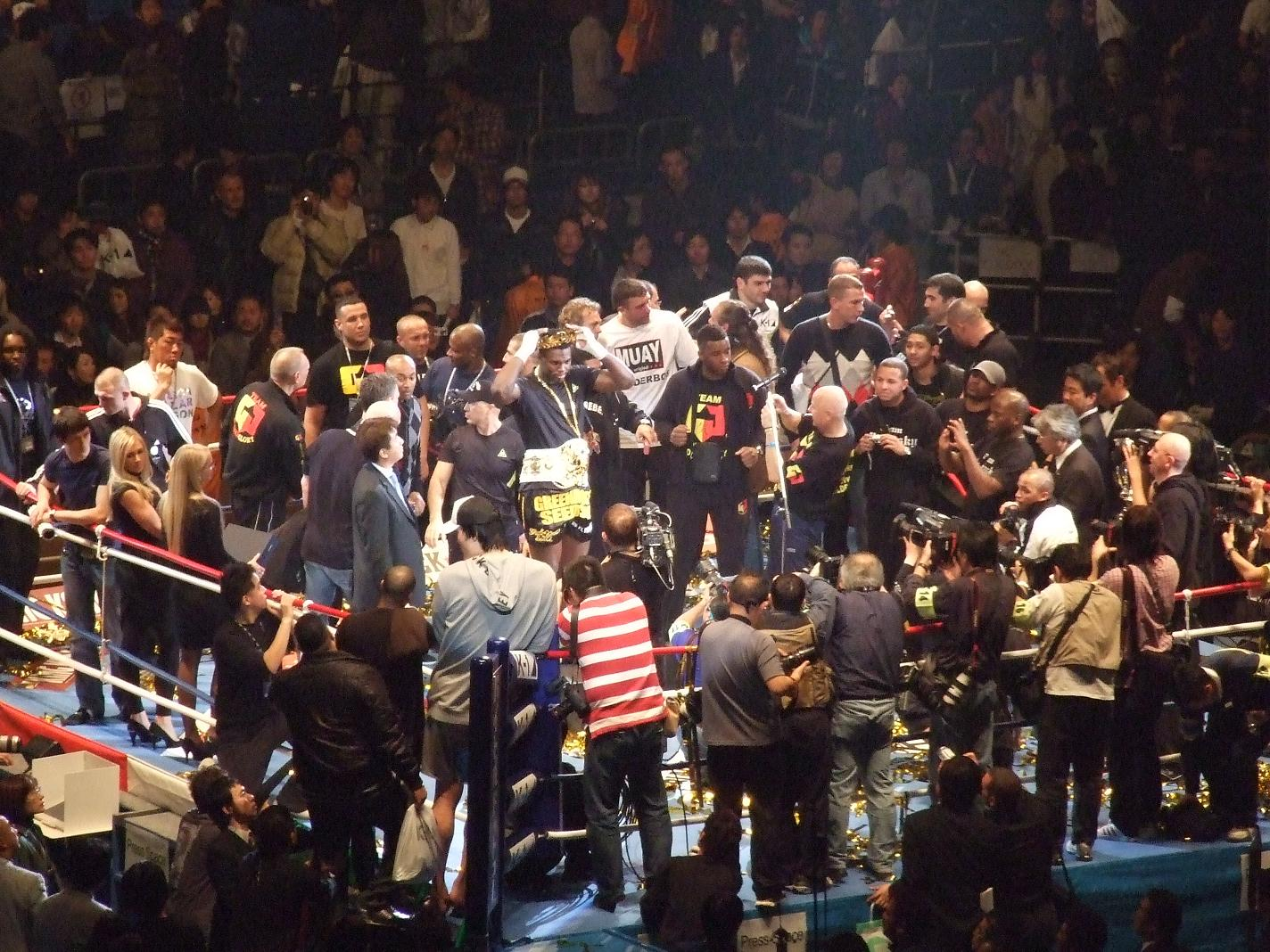
مراسم اهدای جوایز به شرکت‌کنندگان در مسابقات جهانی گرند پری ۲۰۰۸ که رمی بونجاسکی برنده آن شد.

بونجاسکی در سن ۱۹ سالگی اولین مبارزه اش را در مقابل مبارز هلندی به نام والنتین اووریم برگزار کرد. بونجاسکی در آن مبارزه با تکنیکال ناک اوت پیروز شد. از آن زمان او از شغلش که اپراتور شبکه بود استعفاء کرد و تمرکزش را به صورت تمام وقت بر روی تمرین معطوف کرد.
با وجود اینکه بونجاسکی در اولین مبارزه اش در مسابقات کی وان گرند پریکس شکست خورد اما در دومین مبارزه اش در این رقابتها در مقابل فایتر مشهور ری سسیفو با تکنیکال ناک اوت پیروز شد.
بعد از اتمام تحصیلات دانشگاهی، بونجاسکی برای مدتی در بانک ای‌بی‌ان آمرو به عنوان بانک دار مشغول کار شد.
بونجاسکی در سال ۲۰۰۲ در مقابل فوق ستاره کی وان و کیک بوکسینگ، استفان لکو شکست خورد.
در ششم دسامبر سال ۲۰۰۳ و در مرحله یک چهارم پایانی مسابقات کی وان گرند پریکس ۲۰۰۳ در توکیوی ژاپن، بونجاسکی در مقابل مبارز استرالیایی پیتر گراهام ملقب به رئیس قرار گرفت که با تکنیکال ناک اوت پیروز مسابقه معرفی شد. در نیمه نهایی مبارز فرانسوی یعنی سیریل ابیدی حریف او بود که بونجاسکی او را هم با ضربات پرشی زانویش زمین گیر کرد و در فینال این مسابقات برابر موساشی از ژاپن قرار گرفت که سرانجام به پیروزی رسید و قهرمان این دوره از رقابتها لقب گرفت.
او در سال ۲۰۰۴ پیروزی‌هایی را در برابر تسویوشی ناکاساکو، فرانسیس بوتا، عزیز ختو و قهرمان کشتی ژاپنی چادرووان ملقب به آکبونو بدست آورد. او در این سال فقط به فرانسیسکو فیلهو باخت که اگر آن مبارزه را برنده می‌شد رکورد پیروزی‌های پیاپی در تاریخ کی وان را می‌شکست. این رکورد در دستان سمی شیلت قرار داشت.
در چهارم دسامبر سال ۲۰۰۴ و در جریان فینال ۸ نفر مسابقات کی وان گرند پریکس ۲۰۰۴ با هر سه رای داوران در مقابل ارنستو هوست پیروز شد. او در نیمه نهایی فرانسیس بوتا ملقب به بوفالوی سفید را مغلوب کرد و در فینال این دوره همانند فینال سال قبل برابر موساشی قرار گرفت که او را باز هم شکست داد.
رمی بونجاسکی در ۱۹ دسامبر سال ۲۰۰۵ و در فینال ۸ نفر این دوره به سمی شیلت باخت و حذف شد.
در سال ۲۰۰۶ و در مرحله نیمه نهایی فینال ۸ نفر بونجاسکی مقابل استفان لکو قرار گرفت. در این مبارزه لکو ضربه‌ای را به کاپ بونجاسکی زد که باعث شد مبارزه برای دقایقی متوقف شود بعد از آماده شدن شرایط بدنی بونجاسکی مبارزه ادامه پیدا کرد اما باز هم لکو ضربه‌ای را به کاپ بونجاسکی هر چند غیرعمدی وارد کرد که باز هم مبارزه متوقف شد اما سرانجام بونجاسکی پیروز این مبارزه شد ولی به خاطر ضربات لکو قادر به ادامه مبارزاتش در این تورنومنت نشد و پیتر آرتز جایگزین او شد.
در سال ۲۰۰۷ مادر بونجاسکی از دنیا رفت. در گذشت مادرش ضربهٔ سختی به او زد. بونجاسکی در فینال ۸نفر مسابقات کی وان گرند پریکس درخشید و توانست به دیدار نهایی این مسابقات که در روز ۸ دسامبر سال ۲۰۰۷در یوکوهاما آرنای ژاپن برگزارشد راه یافت. او در فینال این مسابقات باید با موی تای کار مراکشی هلندی خود بدر هری مبارزه می‌کرد. او موفق شد فینال را با رای داوران پیروز شود.

### بازگشت به صدر، قهرمانی مسابقات کی وان گرند پریکس ۲۰۰۸
بونجاسکی مسابقات سال ۲۰۰۸را با ناک اوت ملوین مانهوئف در آمستردام و بازیگیت آتاجف در چین تایپه و برد برابر پل اسلووینسکی در مرحله ۱۶نفر آغاز کرد. در یک چهارم نهایی فینال او با تکنیکال ناک اوت از سد ژروم لی بنر گذشت و در نیمه نهایی توانست گوخان ساکی را ناک اوت کند و کسب این پیروزی ارزشمند برای سومین بار راهی مبارزه پایانی شود و دوباره برابر بدر هری بایستد. در دیدار پایانی او شروعی آهسته داشت اما با یک هوک چپ هری را ناک دان کرد؛ و بعد از آن با حالت دفاعی به کارش ادامه داد. بدر هری بعد از شنیدن صدای زنگ پایانی راند به بونجاسکی ضربه زد. در راند دوم هری، بونجاسکی را به زمین زد و دو بار با ضربه مشت بعد از آن یک ضربه ناجوانمردانه پا به بونجاسکی زد. رمی قادر به بلند شدن نبود و پزشک کنار رینگ وضعیت او را بررسی کرد؛ و در آن هنگام هری بر سر بونجاسکی فریاد کشید که بلند شود و با مربی بونجاسکی ایوان هیپولایت مشاجره کرد. بعد از گذشت ۵دقیقه پزشک اعلام کرد که چشمان بونجاسکی دچار دو بینی شده‌است و او قادر به ادامه مبارزه نیست. بدین ترتیب بدر هری دیسکالیفه اعلام شد و رمی بونجاسکی به عنوان قهرمان مسابقات کی وان گرند پریکس ۲۰۰۸ شناخته شد.
رمی بخاطر نتیجه این مسابقات ناراحت بود. بعد از اعلام نتیجه مبارزه احساس ناراحتی رمی کاملاً مشهود بود. بونجاسکی صبح بعد از آن روز در مصاحبه خود اعلام کرد که هنوز دو بینی دارد و از سر درد رنج می‌برد. هر چند هری مدعی بود که رمی فیلم بازی می‌کند و در هنگام مبارزه از سمت مربیان بونجاسکی به رمی گفته شد از جای خود بلند نشود.
رمی بعد از کسب سومین قهرمانی اش در مسابقات جایزه بزرگ کی وان با آلیستیر اووریم رو به رو شد. اووریم در راند اول تهاجمی کار کرد و در راند دوم بر جریان مبارزه کاملاً مسلط بود؛ و در اواخر راند یک ضربه کراس راست به بونجاسکی زد که باعث افتادن بونجاسکی شد که البته سرداور مبارزه آقای نوبوآکی کاکودا آن را قبول نکرد. در راند سوم بونجاسکی با یک ضربهٔ ترکیبی زانوی پرنده و مشت راست آلیستیر اووریم را نقش بر زمین کرد؛ و همین ضربهٔ او باعث شد که در پایان راند به عنوان برنده مبارزه اعلام شود هر سه داور این مبارزه با نتایج مشابه ۳۰به ۲۸ رای به پیروزی بونجاسکی دادند. این در حالی بود که بونجاسکی دو روز قبل از مسابقه به دلیل پیچ خوردگی زانوی چپش فعالیتی نداشت. بونجاسکی بعد از مسابقه به ریکاوری پزشکی پرداخت و تا ماه‌ها به مبارزه‌ای نپرداخت.
بعد از مدتی استراحت رمی به تمرین کردن خود برای شرکت در فینال ۱۶نفر مسابقات کی وان گرند پریکس ۲۰۰۹ آماده شد. او برای سومین بار و با کسب آرای داوران توانست ملوین مانهوئف را شکست دهد. در فینال مسابقات کی وان گرند پریکس ۲۰۰۹ رمی موفق شد برای سومین بار پیاپی برابر ارول زیمرمن پیروز شود. رمی در نیمه نهایی این مسابقات با سمی شیلت رو به رو شد. در راند اول رمی یک ضربهٔ هوک چپ به صورت سمی شیلت روانه کرد که شیلت را به زمین انداخت. بعد از آن سمی یک ضربهٔ «لوکیک چپ» به پای بونجاسکی (جایی که در دیدار او با زیمرمن آسیب دیده بود) وارد ساخت که همین ضربه باعث ناک اوت شدن بونجاسکی شد و او سومین بار در مقابل سمی شیلت مغلوب شد. بونجاسکی در مسابقات کی وان گرند پریکس ۲۰۱۰ در یوکوهاما غایب بود و در هیچ تورنومنتی در سال۲۰۱۰ مبارزه نکرد و بعد از جراحی چشمش در اوت همان سال تصمیم به بازنشستگی گرفت. او در همان سال باشگاه کیک بوکسینگ موی تای و آکادمی بونجاسکی را در شهر آلمره افتتاح کرد. بونجاسکی دو نشان افتخار دریافت کرده‌است یکی از طرف پلیس به دلیل کمک کردن در دستگیری دو تبهکار بریتانیایی و دیگری نشان شهروند نمونه به دلیل توسعه ورزش در شهر آلمره هلند.

### بازگشت
بونجاسکی در سال ۲۰۱۲ در مسابقات افتخار ۲ بروکسل بلژیک شرکت کرد و موفق شد اَندرسون برادوک سیلوا را شکست دهد. او سپس در تورنومنت ۱۶ نفر گرند اسلم افتخار ۴ توکیو شرکت کرد و پس از شکست دادن فیلیپ وِرلیندِن به حریفی از مراکش به نام جمال بن صدیق باخت و حذف شد. او در افتخار ۵ لندن به مصاف تایرون اِسپونگ رفت که در راند دوم با یک ضربه هوک راست ناک اوت شد. او در یک مبارزه تکراری و در افتخار ۱۳ توکیو به مصاف اَندرسون برادوک سیلوا رفت و این بار مغلوب این فایتر برزیلی شد. بونجاسکی در ۸ مارس ۲۰۱۴ و در مبارزه بازنشستگی اش در افتخار ۱۴ زاگرب، کرواسی به مصاف میرکو فیلیپوویچ رفت و موفق شد پس از سه راند نفس گیر پیروز شود. اشک‌های او پس از این مبارزه سرازیر شد و هواداران حاضر در آنجا با هو کردن ناراحتی بونجاسکی را چند برابر کردند.

## عناوین
- فینالیست تورنومنت قدرت ناک اوت در سال ۱۹۹۸
- قهرمان مسابقات فوق سنگین موی تای اروپا (IPMTF) در سال ۱۹۹۸
- قهرمان مسابقات جهانی فوق سنگین موی تای (WPKA) در سال ۱۹۹۹
- کسب عنوان مبارز سال در رشتهٔ فول کنتاکت در سال ۲۰۰۹
- قهرمان مسابقات کی وان گرند پریکس ۲۰۰۳ در لاس وگاس۲ در ایالات متحده
- قهرمان مسابقات کی وان گرند پریکس ۲۰۰۴
- قهرمان مسابقات کی وان گرند پریکس ۲۰۰۸